# Asso
Asso (lombardul: Ass) település Olaszországban, Lombardia régióban, Como megyében. Lakosainak száma 3541 fő (2023. január 1.). Asso Caglio, Caslino d’Erba, Lasnigo, Sormano, Valbrona, Canzo és Rezzago községekkel határos.

## Népesség
A település népességének változása:
| Lakosok száma | 3597 | 3579 | 3541 |
|               | 2017 | 2018 | 2023 |